# Edwardsianthus
Edwardsianthus is een geslacht van zeeanemonen uit de klasse van de Anthozoa (bloemdieren).

## Soorten
- Edwardsianthus gilbertensis (Carlgren, 1931)
- Edwardsianthus pudicus of Edwardsianthus pudica (Klunzinger, 1877)